# Зуринский район
Зури́нский райо́н — административно-территориальная единица в составе Удмуртской АССР (до 1934 года — Удмуртской АО) с 1929 по 1956 годы. 
Административный центр — село Зура.

## Образование района
Район был образован постановлением президиума ВЦИК от 15 июля 1929 года, заменившим уездно-волостное территориальное деление на районное. В него вошли сельсоветы Зуринской (Бачкевский, Большепургинский, Быдзимошурский, Гереевский, Деменлудский, Зуринский, Игринский, Кузьмовырский, Сепожский, Сепский и Тюптиевский с/с) и Поломской волостей Глазовского уезда и Якшур-Бодьинской волости Ижевского уезда.

## Административное деление
На момент образования район включал 16 сельсоветов: Бачкеевский, Большепургинский, Быдзимошурский, Вукогуртский, Гереевский, Деменлудский, Зуринский, Игринский, Карачумский, Косолюкский, Кузьмовырский, Сепский, Сепожский, Тюптиевский, Чубоевский, Штанигуртский и поселковый совет Сергиевского завода «Факел». По состоянию на 1931 год, район состоял из 175 населённых пунктов с общим населением 33 198 человек (из них 1 095 — в рабочем посёлке Сергиевский завод). Площадь района составляла 1 578 км².
Указом Президиума ВЦИК от 1 июля 1937 года приблизительно половина района, 6 сельсоветов (Бачкеевский, Вукогуртский, Гереевский, Деменлудский, Игринский и Кузьмовырский с/с) и 1 поссовет (поссовет Сергиевского завода «Факел»), были переданы в новый — Игринский район. В дальнейшем, вплоть до 1954 года район состоял из 10 сельсоветов: Большепургинского, Быдзимошурского, Зуринского, Карачумского, Котегуртского, Сепожского, Сепского, Тюптиевского, Чубоевского и Штанигуртского. В 1939 году Штанигуртский сельсовет переименован в Ключевский сельсовет.
В результате реформы 1954 года, проведено укрупнение сельсоветов, их количество сокращено до 7:
- Зуринский и Быдзимошурский сельсоветы объединены в Зуринский сельсовет
- Сепожский и Большепургинский сельсоветы объединены в Сепожский сельсовет
- Ключевский и Карачумский сельсоветы объединены в Ключевский сельсовет

## Упразднение района
Постановление Президиума ВС УАССР от 23 ноября 1956 года и указом Президиума ВС РСФСР от 27 ноября 1956 года Зуринский район был упразднён, а его сельсоветы отошли: Котегуртский — к Дебёсскому, Чубоевский — к Балезинскому, Зуринский, Ключевский, Сепожский, Сепский и Тюптиевский — к Игринскому районам.